# كيفن فينك
كيفن فينك (بالهولندية: Kevin Vink)‏ (30 يوليو 1984 بماسلاوس في هولندا - ) هو لاعب كرة قدم هولندي في مركز الهجوم. لعب مع آر كي سي فالفيك ونادي إكسلسيور وExcelsior Maassluis ‏.

## وصلات خارجية
- كيفن فينك على موقع قاعدة بيانات كرة القدم.إي يو (الإنجليزية)